# Luke Adams
Luke Adams (né le 22 octobre 1976) est un athlète australien spécialiste de la marche. Il remporte le Challenge mondial de marche en 2007.
Ses meilleurs temps sont :
- 20 km : 1 h 19 min 15 à Tcheboksary le 10 mai 2008
- 50 km : 3 h 43 min 39 à Berlin le 21 août 2009 (6e aux Championnats du monde)

Il termine 4e lors des Championnats du monde de 2011 à Daegu en 3 h 45 min 31 s (SB) après disqualification du Russe arrivé en tête (en 2015).